# Ikegusuku Anyū
Ikegusuku Ueekata Anyū (池城 親方 安邑) (15 juillet 1810 – ?) aussi connu sous son nom de style chinois Mō Zōkō (毛 増光), est un aristocrate et fonctionnaire du gouvernement du royaume de Ryūkyū. Il est membre du Sanshikan de 1848 à 1862.